# Monte Largo
Monte Largo est un village de l'île de Fogo au Cap-Vert.

## Géographie
Monte Largo est situé à 1,5 km au nord-est de Salto, à 3 km au sud-est de Monte Grande et à 13 kilomètres à l'est de São Filipe, la capitale de l'île.
Son altitude est d'environ 800 mètres.
La route nationale EN3-FG04	relie Salto à Monte Largo.

## Population
En 2010, Monte Largo comptait 274 habitants.

## Galerie

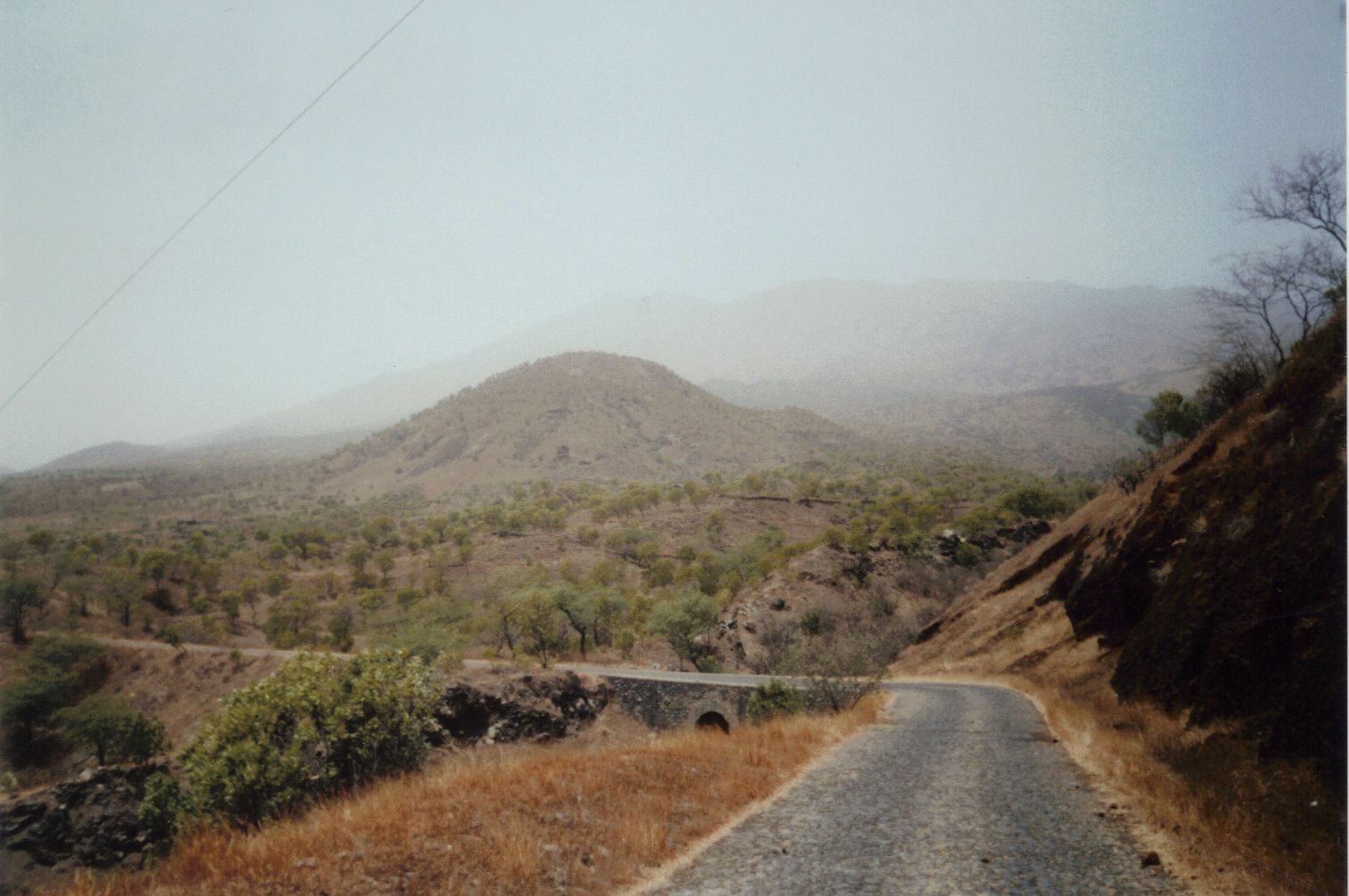
Vue de Monte Largo et du cratère de Pico do Fogo.
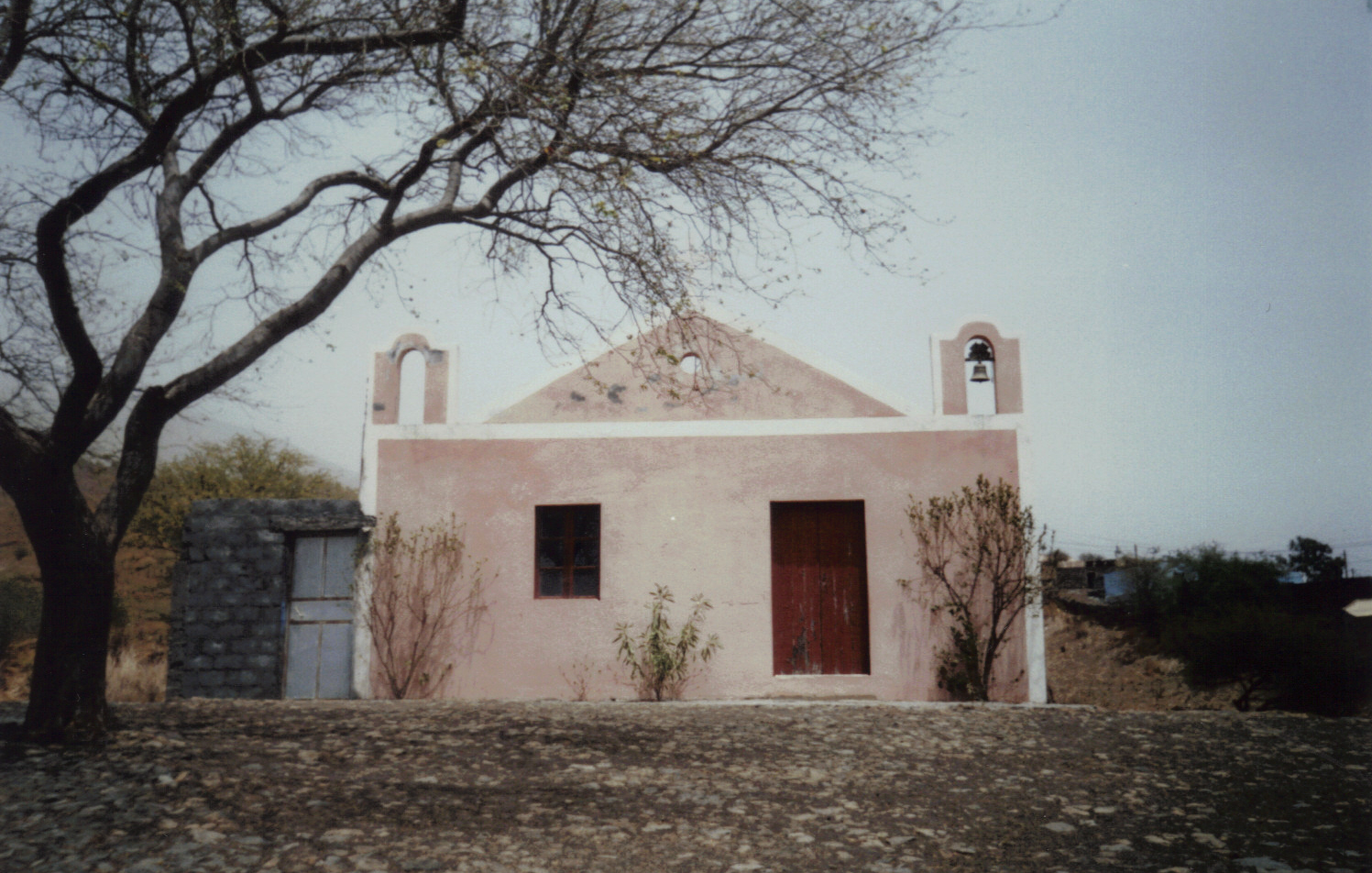
Église de Monte Largo.
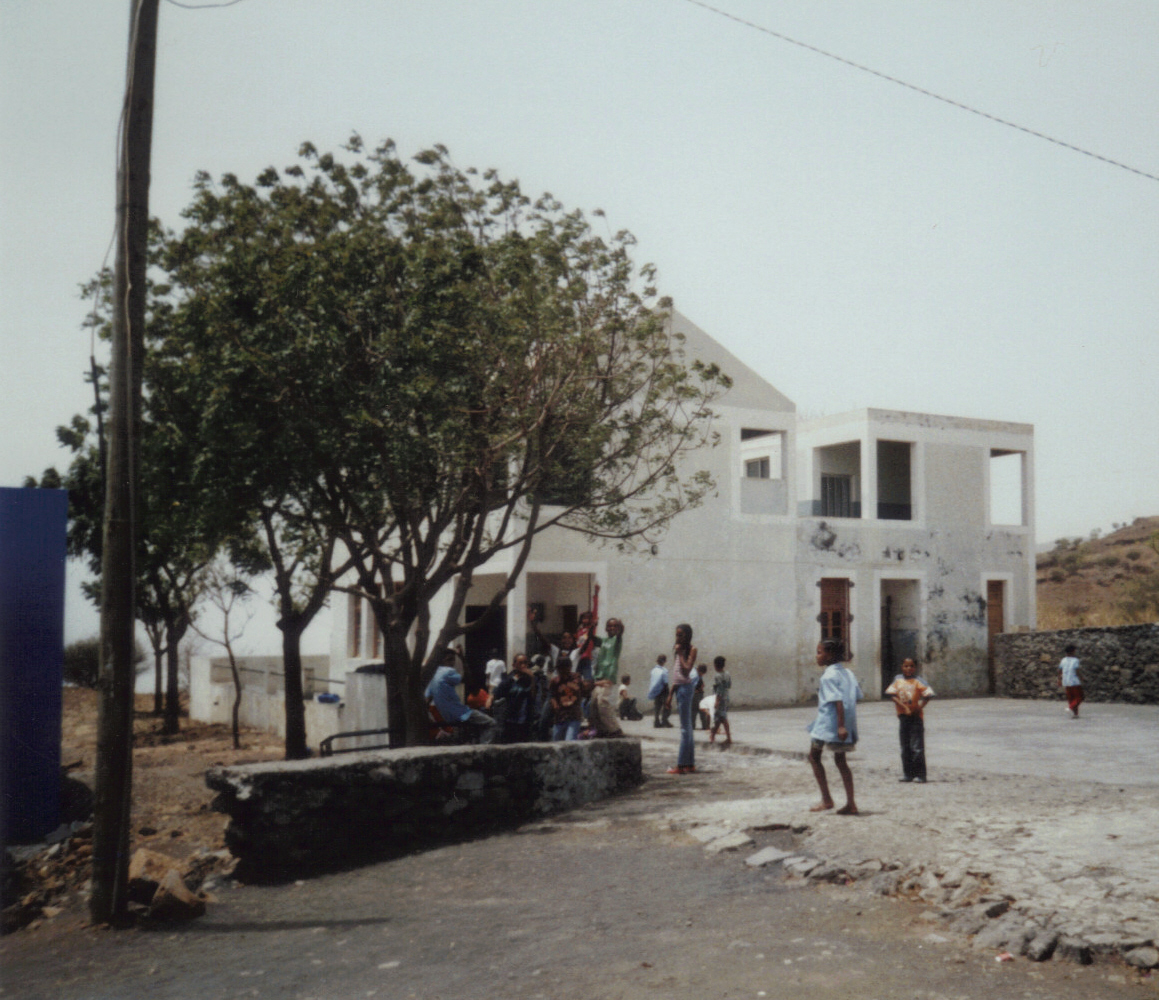
École de Monte Largo.
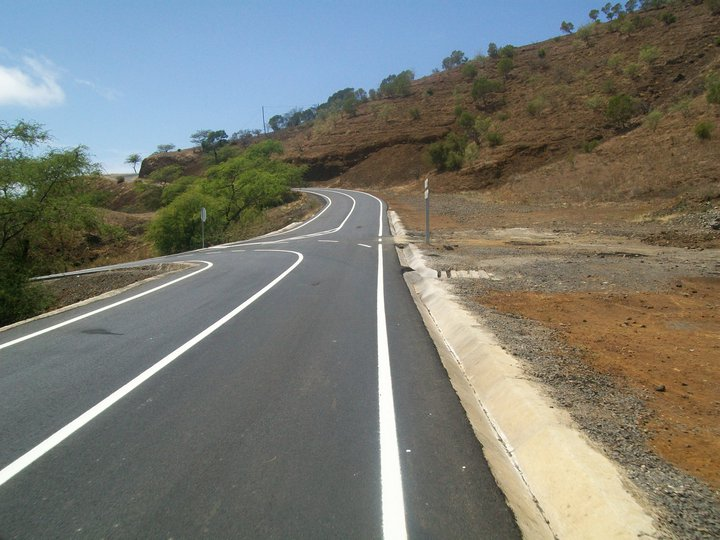